# Episodi di The Untouchables (prima stagione)
La prima stagione della serie televisiva The Untouchables è stata trasmessa in anteprima negli Stati Uniti d'America in syndication tra l'11 gennaio 1993 e il 13 giugno 1993.
| nº | Titolo originale               | Titolo italiano | Prima TV USA     | Prima TV Italia |
| -- | ------------------------------ | --------------- | ---------------- | --------------- |
| 1  | Pilot (Part 1)                 |                 | 11 gennaio 1993  |                 |
| 2  | Pilot (Part 2)                 |                 | 11 gennaio 1993  |                 |
| 3  | First Blood                    |                 | 17 gennaio 1993  |                 |
| 4  | Murder Ink (Part 1)            |                 | 24 gennaio 1993  |                 |
| 5  | Murder Ink (Part 2)            |                 | 31 gennaio 1993  |                 |
| 6  | Deal with the Devil            |                 | 7 febbraio 1993  |                 |
| 7  | A Tale of Two Fathers (Part 1) |                 | 14 febbraio 1993 |                 |
| 8  | A Tale of Two Fathers (Part 2) |                 | 21 febbraio 1993 |                 |
| 9  | The Seduction of Eliot Ness    |                 | 14 marzo 1993    |                 |
| 10 | Chinatown                      |                 | 21 marzo 1993    |                 |
| 11 | Pretty Boy Tommy Irish         |                 | 11 aprile 1993   |                 |
| 12 | Pagano's Folly                 |                 | 25 aprile 1993   |                 |
| 13 | Framed                         |                 | 2 maggio 1993    |                 |
| 14 | Betrayal in Black & Tan        |                 | 9 maggio 1993    |                 |
| 15 | One Way Street                 |                 | 16 maggio 1993   |                 |
| 16 | A Man's Home Is His Castle     |                 | 23 maggio 1993   |                 |
| 17 | Halstead Holler                |                 | 6 giugno 1993    |                 |
| 18 | Atlantic City                  |                 | 13 giugno 1993   |                 |